# Rochfort Bridge (Alberta)
Rochfort Bridge est un hameau (hamlet) du Comté de Lac Sainte-Anne, situé dans la province canadienne d'Alberta.